# Kelumpang Selatan
Kelumpang Selatan (indonez. Kecamatan Kelumpang Selatan) – kecamatan w kabupatenie Kotabaru w prowincji Borneo Południowe w Indonezji.
Kecamatan ten graniczy od północnego zachodu z kecamatanem Kelumpang Hulu, od południa z kecamatanem Kelumpang Hilir, a z pozostałych stron leży nad wodami Cieśniny Makasarskiej.
W 2010 roku kecamatan ten zamieszkiwały 9 187 osoby, z których 100% stanowiła ludność wiejska. Mężczyzn było 4 821, a kobiet 4 366. 9 025 osób wyznawało islam.
Znajdują się tutaj miejscowości: Bumi Asih, Pantai, Pantai Baru, Pembelancanan, Sangking Baru, Sungai Kupang Jaya, Sungai Nipah, Suka Maju, Tanjung Pangga.